# Museu do Vinho (Macau)
O Museu do Vinho (em chinês:  葡萄酒博物馆) é um museu dedicado ao vinho e à vinha, bem como aos fatos típicos de Portugal. Foi inaugurado a 15 de dezembro de 1995, e está situado adjacente ao Museu do Grande Prémio, em Macau, na República Popular da China. Estende-se por uma área de 1 400 metros quadrados.
O lugar é divido em três áreas especificas, que em conjunto, trazem ao visitante o sentimento de participação dentro do universo em que se produz o vinho. Estas áreas são: Informação da História, onde possui mapas mostrando a diferenciação dos vinhos em cada cidade; Adega, com os objetos e mecânicas usadas na fabricação do vinho ao decorrer dos anos; e por último, a sala de Exposições, que é focada na carta de vinhos do Museu. 
Dentro desta carta, estão presentes 1.143 vinhos distintos, sendo deles: 1.115 de origem portuguesa, 28 de origem chinesa. O vinho mais antigo da exposição é um vinho do Porto do ano de 1815.

## Galeria

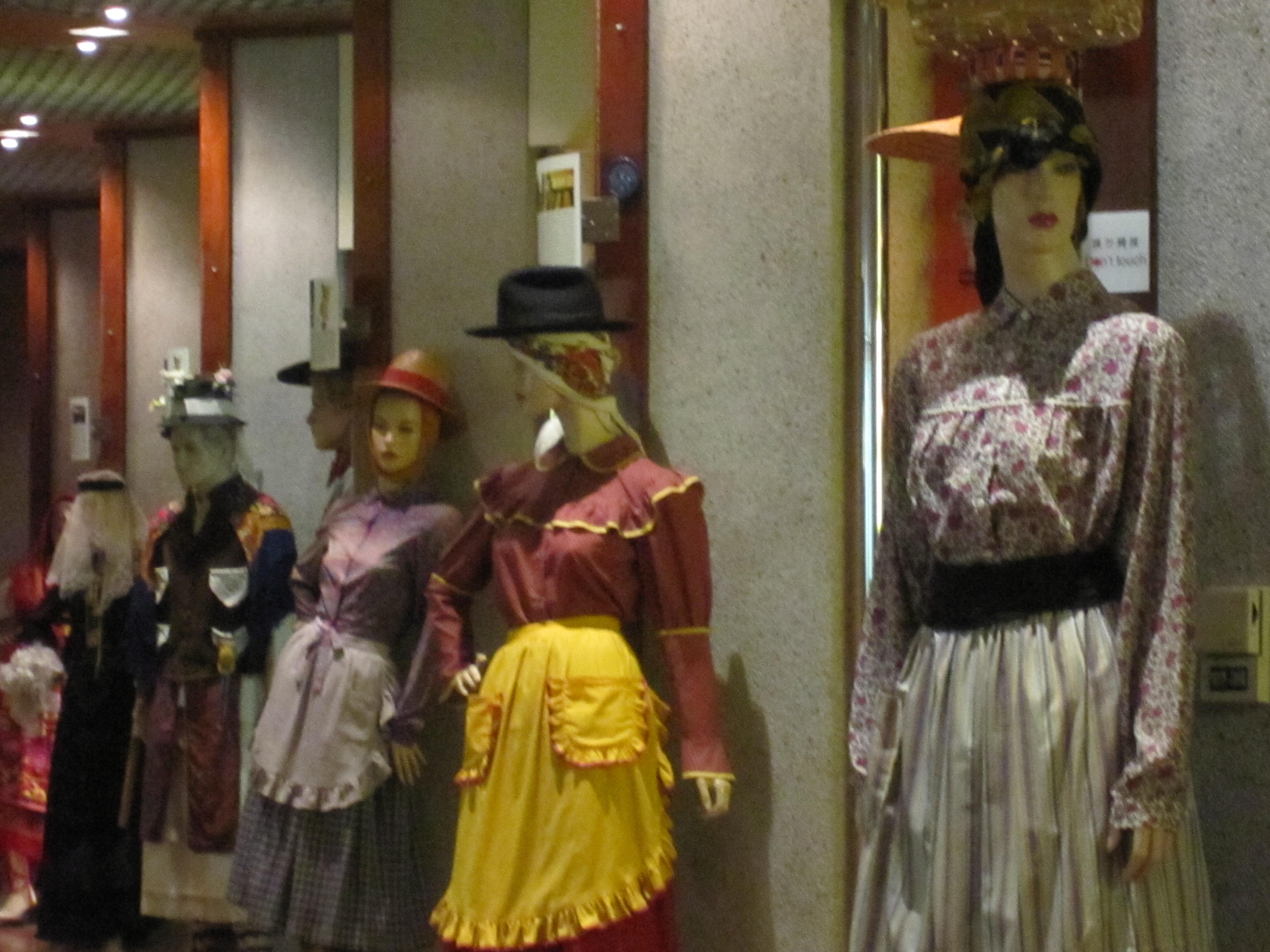
Trajes tradicionais de Portugal
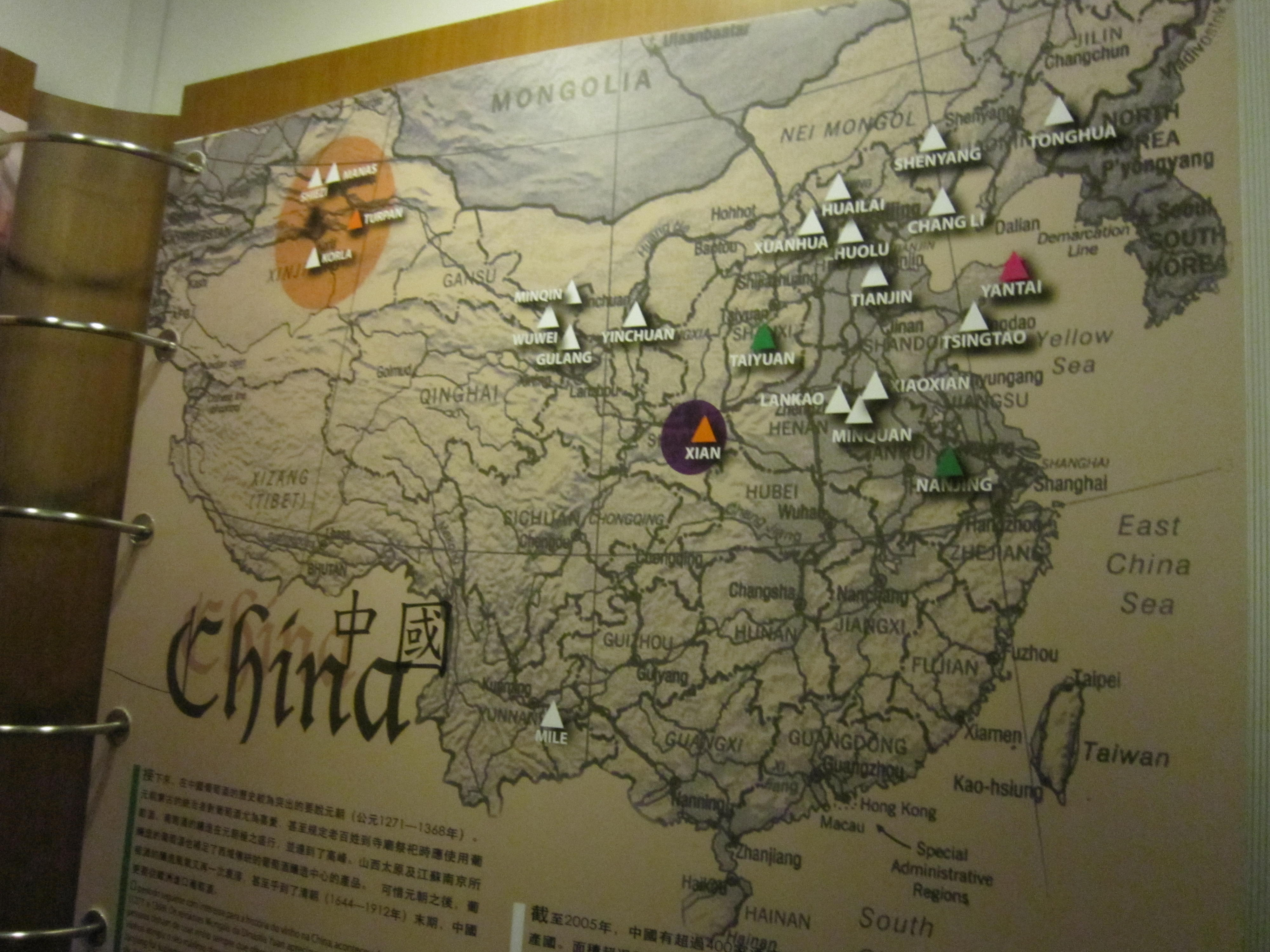
Mapa do vinho na China